# 蓮ヶ池古墳群
蓮ヶ池古墳群（はすがいけこふんぐん）とは、宮崎県宮崎市にある古墳群。

## 概要
1971年（昭和46年）7月17日に「蓮ヶ池横穴群」の名称で国の史跡に指定されている。現在は、周辺が整備され、蓮ヶ池史跡公園となっている。81基の横穴墓が存在。
なお、みやざき歴史文化館が併設されている。

## 所在地
- 宮崎県宮崎市芳士字岩永迫2203-3

## アクセス
- JR九州日豊本線蓮ヶ池駅下車、徒歩約20分
- JR南宮崎駅真向かいの宮交シティバスターミナル2番乗り場より宮崎交通バス高鍋・西都市方面のバスに乗車、新名爪停留所下車で徒歩約10分。